# 名人伝
『名人伝』（めいじんでん）は、中島敦の短編小説。『列子』を主な素材として、弓の名人になることを志した紀昌の生涯を描く。1942年（昭和17年）、三笠書房の月刊誌『文庫』12月号に掲載された。同月4日に中島は死去したため、生前最後の発表作となった。同時期の『李陵』『弟子』とは趣の異なる寓話風の掌編で、解釈が研究者の間でも分かれている。
完成稿とは異なる鉛筆書きの草稿が残っている。9月末に『文庫』編集部から依頼を受けた中島は、書き置いていた草稿をもとに1か月弱で完成稿を書き上げた。一般に遺作とされる『李陵』と執筆時期が重なっているため、『名人伝』の方が、完成が後であり最期に書いた作品だとする推測もある。戦後、1948年に筑摩書房第一次全集の第一巻に収録され刊行された。

## あらすじ
趙の都・邯鄲に住む紀昌（きしょう）は、天下第一の弓の名人になろうと名手・飛衛（ひえい）に入門し、五年余の難しい修行のすえに奥義秘伝を習得する。紀昌は飛衛を殺そうとして失敗し、さらなる名人を求めて西の霍山に隠棲する老師・甘蠅（かんよう）を訪ねる。紀昌は矢を放たずに鳥を射落とす不射の射を甘蠅に見せられ、霍山にとどまる。九年後、紀昌は無表情の木偶のような容貌になって邯鄲に戻ってくる。飛衛をはじめ邯鄲の住人は紀昌を天下一の名人と認めて絶賛するが、紀昌は「至射は射ることなし」と言って名人芸を披露しようとしない。「弓をとらない弓の名人」として紀昌はかえって有名になる。その後ついに紀昌は弓を手に取ることがなく、晩年には弓の名前すら忘れ去るに至る。

## 解釈
紀昌が本当に天下一の弓の名人となったのかどうかは作中では明らかでなく、リドル・ストーリー（結末を読者に委ねる小説）の様相を呈している。このため、研究者の間でも、紀昌が真の名人であるといえるか否かについて見解が対立している。

### 紀昌を真の名人と見る説
小説家の福永武彦は、中島が「老荘のいわゆる至人の姿を描こうとした」のだとして、弓を忘れた紀昌に名人の理想像を見ている。佐々木充もまた、「射に対する一切の執心は無と化し虚にかえった...彼は人間紀昌であるとともに、既にまた「射」それ自体でもある」とし、紀昌を「弓を忘れ果てた弓の大名人」であると解釈する。

### 紀昌を真の名人と見ない説
一方、大野正博は、紀昌は名人ではないと考え、中島の意図は名人と名人を偶像化する価値観への懐疑であったと解する。郭玲玲は、飛衛は紀昌を天下の名人だと評することで保身を図っているとし、「至為は為す無く...至射は射ることなし」についても「無為は自然に従う態度で、全てを捨てて何もしないこととは全く違う」「紀昌は...「無為」の境地に達したとは考えられない」と述べ、「『名人伝』は従来言われてきたような名人の一代記ではない」としている。

### 「名人」となった紀昌に寓意を見る説
山下真史は、「寓話作者」を名乗って作中に登場する語り手と作者である中島を区別することを提唱している。山下によれば、紀昌を名人と信じている「寓話作者」の語りたい寓話の内容は「名人になるということは、究極のところ...弓すら忘れるということ」なのだが、真の作者にとっての主題は「飛衛の言葉だけを妄信して紀昌を名人に祭り上げ...名人を偶像化する人々の姿」なのである。この真の作者の視点からすれば「紀昌が名人であるということを信じている...語り手も滑稽なのである」（「信頼できない語り手」）。山下によれば、「『名人伝』は、名人を純粋さの体現者とする通念に対して、名人を突き詰めれば木偶に至るということ、そしてその名人を偶像化することの滑稽さを描いた作品である」ということになる。
青木純一は、この作品で記されていることは、行動の言語（弓の修練の過程）習得によって自意識は滅し得るが、その結果「名人」となった人間は「木偶」に等しいというアイロニーであると述べつつ、「名人」となった紀昌は、自意識の寓意を描いた『文字禍』のエリバ博士とは対極に位置するように見えるものの、共に「非人間的な」存在の「木偶」や「妖怪」である点では変わりないとしている。そして、自意識の過剰な運動は生命の衰弱を招きかねないものだが、自意識そのものは滅し去るべきものではないということが小説家中島の立脚点であるとして、『李陵』や『光と風と夢』の人物造形を鑑み、「人間は自意識の苦悩、迷妄、決意を通じても歴史の人間的な恒久の真実に触れることができる、少なくともその光の中に立つことはできる」と中島は信じたのではないかと考察している。

## 原典
『列子』を主な素材としている。紀昌、飛衛、甘蠅は『列子』湯問第五篇に弓の名手として登場する。弓の技量を示す作中の逸話は『列子』黄帝篇・仲尼篇、『戦国策』等に別々にあるものを中島が再構成したものである。

## おもな収録書籍
- 『山月記・李陵 他九篇』（岩波文庫、1994年7月）
  - 解説：氷上英廣。註：飯倉照平。初出一覧
  - 収録作品：「李陵」「弟子」「名人伝」「山月記」「文字禍」「悟浄出世」「悟浄歎異」「環礁―ミクロネシヤ巡島記抄―」「牛人」「狼疾記」「斗南先生」

## 関連作品・翻案作品
絵本
- 小林豊『絵本・名人伝』 あすなろ書房、2018年、ISBN 9784751528433。

舞台作品
- 『敦 山月記・名人伝』
  - 構成・出演：野村萬斎
  - WOWOW、2006年、ASIN B000GFM80O。 - DVD

人形アニメ
- 『不射之射』（ふしゃのしゃ）
  - 1988年 日本・中国合作。上映時間 25分
  - 監督・脚本：川本喜八郎。製作：クヮン・アイユー
  - 撮影：チャオ・ユァンチェン/田村実。美術：川本喜八郎/チャオ・ホン/リュウ・ヤンシン。音楽：チン・フーツァイ
  - 出演 橋爪功（日本語版）
  - 参考 zh:不射之射

漫画
- 『名人伝』
  - 作画 かわすみひろし
  - 『漫画サンデー』（実業之日本社）2012年11月掲載